# Esther Takeuchi

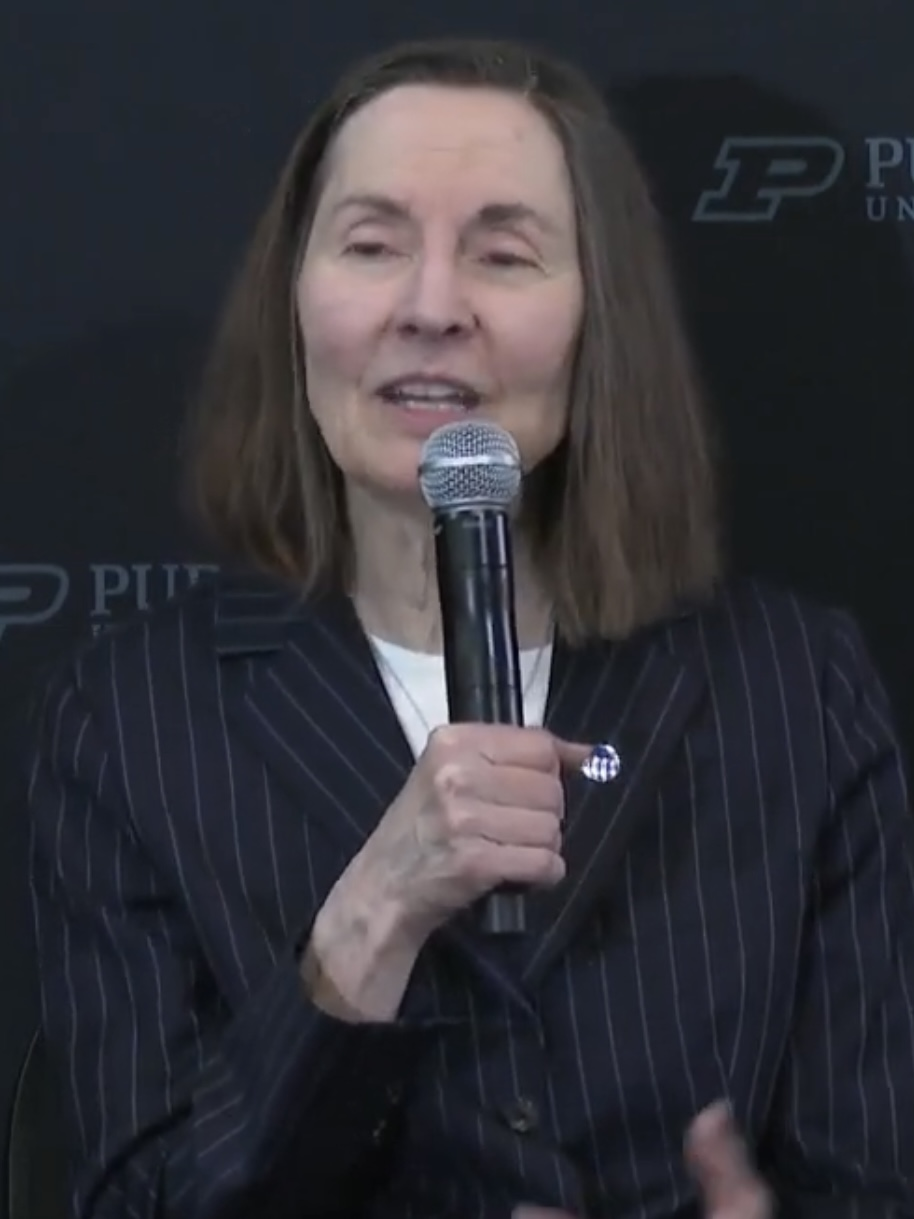
Esther Takeuchi, 2023

Esther Takeuchi, geborene Sans  (* 8. September 1953 in Kansas City, Missouri), ist eine US-amerikanische Chemikerin und Materialwissenschaftlerin, die sich mit der Entwicklung von Batterien befasst. Sie ist Professorin an der State University of New York at Stony Brook und leitende Wissenschaftlerin am Brookhaven National Laboratory.

## Leben
Takeuchi ist die Tochter lettischer Einwanderer. Sie studierte Geschichte und Chemie an der University of Pennsylvania mit dem Bachelor-Abschluss 1975 und wurde  1981 in Organischer Chemie an der Ohio State University promoviert. Danach arbeitete sie 1981/82 bei Union Carbide und befasste sich als Post-Doktorandin an der University of North Carolina at Chapel Hill und der University of Buffalo mit Elektrochemie. Sie arbeitete ab 1984 22 Jahre an Batterien bei der Wilson Greatbatch Ltd. in Clarence (seit 2016: Integer Holdings Corporation), wo sie ab 1988 stellvertretende Direktorin für Forschung und Entwicklung und ab 1993 Direktorin für die Forschung in Elektrochemie war, bevor sie 2007 Professorin an der Stony Brook University wurde. Seit 2012 ist sie zusätzlich als leitende Wissenschaftlerin im Brookhaven National Laboratory tätig. 2011 bis 2012 war sie Präsidentin der Electrochemical Society.
Sie entwickelte speziell Lithiumbatterien, die für Implantation in der Medizin geeignet waren. Hierfür entwickelte sie auch die Silber-Vanadium-Oxid-Batterie. Sie hält über 150 US-Patente.

## Auszeichnungen (Auswahl)
2011 wurde Takeuchi in die National Inventors Hall of Fame aufgenommen. 2008 erhielt sie die National Medal of Technology, 2013 den Murphree Award, 2018 den Europäischen Erfinderpreis und 2020 den Edward Goodrich Acheson Award. Sie ist seit 2012 Fellow der Electrochemical Society. Sie ist Fellow der National Academy of Engineering und Fellow des American Institute for Medical and Biological Engineering. 2021 wurde Takeuchi in die American Academy of Arts and Sciences gewählt, für 2022 wurde ihr der NAS Award in Chemical Sciences zugesprochen.